# Stephen Baxter
Stephen Baxter (Liverpool, 13 novembre 1957) è un autore di fantascienza britannico, specializzato nella fantascienza hard.
È laureato in matematica e ingegneria. I suoi scritti rientrano in tre categorie principali, ciascuna con uno stile e un tono molto differente.
Le storie della sua "Sequenza Xeelee" sono ambientate in un futuro remoto, in cui l'umanità si eleva a divenire la seconda più potente razza dell'universo, al fianco dei semidei Xeelee.
Come avviene spesso nelle opere di fantascienza hard, lo sviluppo dei personaggi in queste storie si pone in secondo piano rispetto alla descrizione di teorie e idee avanzate, come ad esempio la vera natura del Grande Attrattore, delle singolarità nude e la grande battaglia tra forme di vita Barioniche (Baryonic) e fotoniche (Photonic). Esempi di romanzi scritti in questo stile sono: Ring e Infinito (Timelike Infinity).
Le sue storie della Terra al tempo presente sono molto più umane, e i personaggi vengono ritratti con molta più profondità e cura. Indugiano spesso sul "se solo" (if only) e sul principio della storia alternativa, immaginando che cosa potrebbe realizzare l'umanità esplorando lo spazio.
Tuttavia, questi romanzi hanno un tono molto più tetro rispetto a quello delle altre sue storie e spesso non ritraggono molta speranza per umanità come specie morale. Esempi di romanzi scritti in questo stile sono: Voyage, vincitore del Sidewise Award for Alternate History; Titan e Moonseed.
Le sue storie dell'"Evoluzione" narrano il successivo sviluppo dell'umanità. Queste storie sembrano avere origini in altri suoi stili di scrittura, come ad esempio quelli di Mammoth e Manifold: Origine. Un esempio di romanzo scritto in questo stile è: Evolution.
Baxter è inoltre autore di numerosi altri stili: le sue storie di Mammoth, apparentemente rivolte ai più piccoli, possono essere molto apprezzate anche da un pubblico adulto, mentre L'incognita tempo (The Time Ships, seguito autorizzato de La macchina del tempo di H. G. Wells) è considerato uno dei suoi maggiori romanzi. Ha vinto il Premio John Wood Campbell Memorial ed il British SF Award, ed è stato nominato per altri importanti premi di letteratura fantascientifica.

## Opere

### Sequenza Xeelee
- Raft (1991)
- Infinito (Timelike Infinity, 1992), Cosmo Argento 287, Nord, 1998
- Flux (1993)
- Ring (Ring, 1993), Cosmo Oro 172, Nord, 1998
- Vacuum Diagrams (1997, raccolta di racconti)
- Starfall (2009)
- Gravity Dreams (2011, romanzo breve)
- Vengeance (2017)
- Redemption (2018)

### Trilogia NASA
- Voyage (1996)
- Titan (1997)
- Moonseed (1998)

### Trilogia Manifold
- Manifold: Time (1999)
- Manifold: Space (2001)
- Manifold: Origin (2001)
- Phase Space (2002, raccolta di racconti)

### Trilogia Mammoth
- Silverhair (1999)
- Longtusk (2000)
- Icebones

### Serie Anti-Ice Universe
- Anti-Ice (1993)
- Newton's Aliens (2015)

### Serie dei bambini del destino (Destiny's Children)
- Coalescent (2003)
- Exultant (previsto per il 2004)
- Transcendent (previsto per il 2005)

### Serie dell'Odissea del tempo (Time Odyssey)
- L'occhio del tempo (Time's Eye, 2003, scritto insieme a Arthur C. Clarke)
- L'occhio del sole (Sunstorm, 2005, scritto insieme a Arthur C. Clarke)
- L'occhio dell'universo (Firstborn, 2008, scritto insieme a Arthur C. Clarke)

### Per ragazzi (parte della serie di mondi condivisi "The Web")
- Zona Gulliver (Gulliverzone, 1997)
- Un mondo in frantumi (Webcrash)

### Serie La lunga terra
(In collaborazione con Terry Pratchett)
- La lunga terra (The Long Earth, 2012), Salani, 2017
- The Long War (2013);
- The Long Mars (2014);
- The Long Utopia (2015);
- The Long Cosmos (2016).

### Altri
- L'incognita tempo o Il secondo viaggio (The Time Ships, 1995, seguito autorizzato da H. G. Wells de La macchina del tempo)
- La luce del passato (The Light of Other Days, 2000, scritto con Arthur C. Clarke)
- Traces (1998, racconto non-Xeelee)
- Evolution (2003)
- Flood (2008)
- Ark (2009)
- Le cronache di Medusa (The Medusa Chronicles) (con Alastair Reynolds), Gollancz, 2016, ISBN 978-1-4732-1018-9 ; traduzione di Fabio Feminò, Urania Jumbo n.18, Mondadori, 2021 (ISBN 9788835709121)

### Saggistica
- Deep Future, 2001 (articoli di carattere scientifico)
- Omegatropic, 2001 (principalmente critiche alla fantascienza)